# ماکوتو تاکیموتو
ماکوتو تاکیموتو (انگلیسی: Makoto Takimoto؛ زادهٔ ۸ دسامبر ۱۹۷۴) جودوکار اهل ژاپن است.